# La Femme aux deux visages (roman)
 (août 2018).
Si vous disposez d'ouvrages ou d'articles de référence ou si vous connaissez des sites web de qualité traitant du thème abordé ici, merci de compléter l'article en donnant les références utiles à sa vérifiabilité et en les liant à la section « Notes et références ».
Pour les articles homonymes, voir La Femme aux deux visages et La Femme aux deux visages (film, 1955).
La Femme aux deux visages est un roman de Frank G. Slaughter publié en 1977.

## Résumé
Vers 1977 à Washington, Mike, 28 ans, chirurgien plastique, va aider pour un avion écrasé (comprenne qui voudra). Il découvre Janet, qui accompagnait Lynne, accusée d'une dizaine d'attentats, la ranime et l'emmène aux urgences. Il lui refait le visage et elle demande de refaire aussi les seins. Il lui loue son bungalow de campagne. Elle est parfois habitée par la personnalité de Lynne (J2) qui lui échappe. Ils tombent amoureux. Elle tue un rôdeur qui l'a appelée Lynne, c'était un complice à qui J2 avait téléphoné. Lors d'un incendie, le démon de Lynne quitte Janet et va hanter Rita, voisine. Rita meurt et Lynne aussi. Rita hantée finit par mettre fin à ses jours à l'aide d'un scalpel dans la salle d'embarquement d'un aéroport de province. Son corps est incinéré et les cendres sont dispersées sur le tarmac. Une fête expiatoire s'y tient annuellement le 21 juin, à la Saint-Jean, pour commémorer les ravages de l'Esprit satanique.